# Karen Moe
Karen Patricia Moe-Thornton (Del Monte, 22 de janeiro de 1953) é uma ex-nadadora dos Estados Unidos, ganhadora de uma medalha de ouro nos Jogos Olímpicos de Munique 1972.
Foi recordista mundial dos 200 metros borboleta por 3 vezes: em 1970, em 1971, e entre 1972 e 1973.